# Дитячий туризм
Дитячий туризм — вид туризму, що здійснює організовані рекреаційні заходи для оздоровчої, виховної, культурно-пізнавальної, краєзнавчої та спортивної діяльності дітей, пов’язані із використанням позаурочного часу. 

## Поняття
Дитячий туризм є одним з перспективних секторів стабільного доходу для будь-якої країни, при наявності відповідної туристичної інфраструктури та висококваліфікованих спеціалістів з досвідом роботи з дітьми.  У Концепції, визначення та класифікації для статистики туризму (Concepts, Definitions and Classifications for Tourism Statistics)  в статті 4.3.3 встановлено поділ туристів, в залежності від віку туристів. Всесвітня туристична організація виділяє наймолодшу групу туристів (І) за віком від 0 до 14 років. Дитячий туризм направлено на покращення фізичного та психологічного стану дитини, покращення навичок комунікативності, самостійності та розумного використання вільного часу.
Дитячий туризм окрім географів досліджують ще й педагоги. На туризм шкільна освіта покладає педагогічні, патріотично-виховні, краєзнавчі та спортивні функції.  Дитячий туризм реалізується у формі відпочинку та суспільно-корисної діяльності, характерними структурними компонентами якої є похід, подорож, екскурсія.

## Опис
Дитячий туризм в Європі виник приблизно наприкінці ХІХ століття, коли почали створюватися заклади для  лікування хворих дітей. У ХХ столітті держави почали впроваджувати табори відпочинку для дітей віком від 6 до 14 років з метою профілактики захворювань та виховання молодого населення.
Індустрія дитячого туризму переживає швидке зростання. Однак хороших туристичних продуктів, враховуючи харчування для дітей та туристичні заходи для дітей, часто не вистачає. Найпопулярніші туристичні пропозиції для дітей мало чим відрізняються від продуктів для дорослих.  Сімейні подорожі, особливо з маленькими дітьми, представляють собою важливий сегмент світової туристичної індустрії, який все більше отримає уваги фахівців. Туристичні подорожі з дітьми мають обмеження щодо комфорту та пропозицій, які  формують ставлення до подорожей та спонукають до уникнення намірів щодо них.
Програм дитячого туризму під час шкільних канікул та літнього відпочинку існує достатньо багато: активний відпочинок, екологічні табори, кінні тури, трекінг та походи, водний туризм і рафтинг, робінзонади та освітні центри. Педагоги вважають, що рекреаційна діяльність дітей повинна бути нероздільно пов’язана із туристично-краєзнавчою роботою, що виконує патріотично-виховні, пізнавальні та спортивно-туристичні функції.
Для дітей туризм –один з видів активного відпочинку, можливість поспілкуватись та розважитись у новій обстановці, відкрити для себе щось нове. Для вчителів це засіб для краще з розуміти своїх учнів, побачити у нових умовах і спробувати по-іншому вплинути на їх розвиток.
Найбільша кількість поїздок та екскурсій в дитячому туризмі приходиться на літо та на період канікул. Середня тривалість дитячого відпочинку – 21-24 дні. Закордонні поїздки дітей мають строк від 15 до 30 днів.

### Види дитячого туризму
- Медичний дитячий туризм
- Спортивний дитячий туризм

## Дитячий туризм в Україні
Згідно Закону України "Про туризм" дитячий туризм є видом туризму.
Ринок дитячого туризму в Україні останніми роками починає набувати популярності серед населення та поступово розвивається. Дитячий туризм – це сфера туристичної галузі, яка формує та збагачує нове покоління, тому дитячі туристичні продукти повинні бути зорієнтовані на оздоровлення та формування цінності своєї країни. 
Аналіз статистичних показників оздоровлених дітей у 2010-2019 рр. показав скорочення – на 32,6% у 2014 р. та на 47% у 2019 р. проти показника 2010 р. У 2019 році близько  81% дітей України відвідали заклади відпочинку, з них тільки 11,4% відпочили у позаміських закладах відпочинку, 1,2% і 1,1% – заклади праці і відпочинку та наметові містечка відповідно. Таке становище пов'язано з подіями на Сході України та анексією Криму, пандемією COVID-19. У 2020 році збільшились подорожування в межах своєї області та всередині країни, а також зросла кількість самостійних подорожей сім’ями.
В Україні дитячий туризм має такі основні напрямки:
- відпочинок у спеціалізованих дитячих закладах оздоровлення та відпочинку (оздоровчі літні табори, санаторії і клініки) в Україні й за кордоном;
- відпочинок у літніх дитячих таборах, які пропонують насичені анімаційні програми (окремо виділяються тематичні табори:спортивні, кінноспортивні, археологічні, творчої або релігійної
- направленості і т.п.);
- відпочинок у дитячих мовних центрах (в Україні та за кордоном);
- культурно-пізнавальні (автобусні або комбіновані: потяг+автобус) тури по Україні і за кордон;
- екскурсії;
- спортивний туризм та активний відпочинок;
- поїздки на фестивалі, концерти та змагання;
- тури з відвідуванням тематичних парків та парків розваг;
- сімейні тури[9].

Найбільш популярним видом дитячого туризму в Україні є відвідування дитячих спортивних таборів, оздоровчих таборів та закладів санаторного типу, що спеціалізуються на профілактичному лікуванні. 
Основною проблемою розвитку дитячого туризму в Україні є висока ціна туристичних продуктів. 
Організація дитячого туризму різниться від аналогічної організації для дорослих,  вимагає дбайливої підготовки та комплексного підходу, який враховує потреби, безпеку, розвиток дітей тощо. До сучасних технологічних рішень туристичних подорожей в обмежений для пересування період, в якому знаходиться Україна з у початку повномасштабного вторгнення 2022 року "віртуальна реальність ( VR)" надає  дітям нових можливостей для пізнавального, культурного та пригодницького досвіду, не залишаючи фізичної локації.  